# Waitsfield (Vermont)
Waitsfield – jednostka osadnicza w Stanach Zjednoczonych, w stanie Vermont, w hrabstwie Washington.